# دونالد ر. ميلر
دونالد ر. ميلر (بالإنجليزية: Donald R. Miller)‏ هو سياسي أمريكي، ولد في 11 يناير 1966 في سيراكيوز في الولايات المتحدة. حزبياً، نشط في الحزب الجمهوري. وقد انتخب عضو جمعية ولاية نيويورك.

## وصلات خارجية
- الموقع الرسمي